# Turmschaft

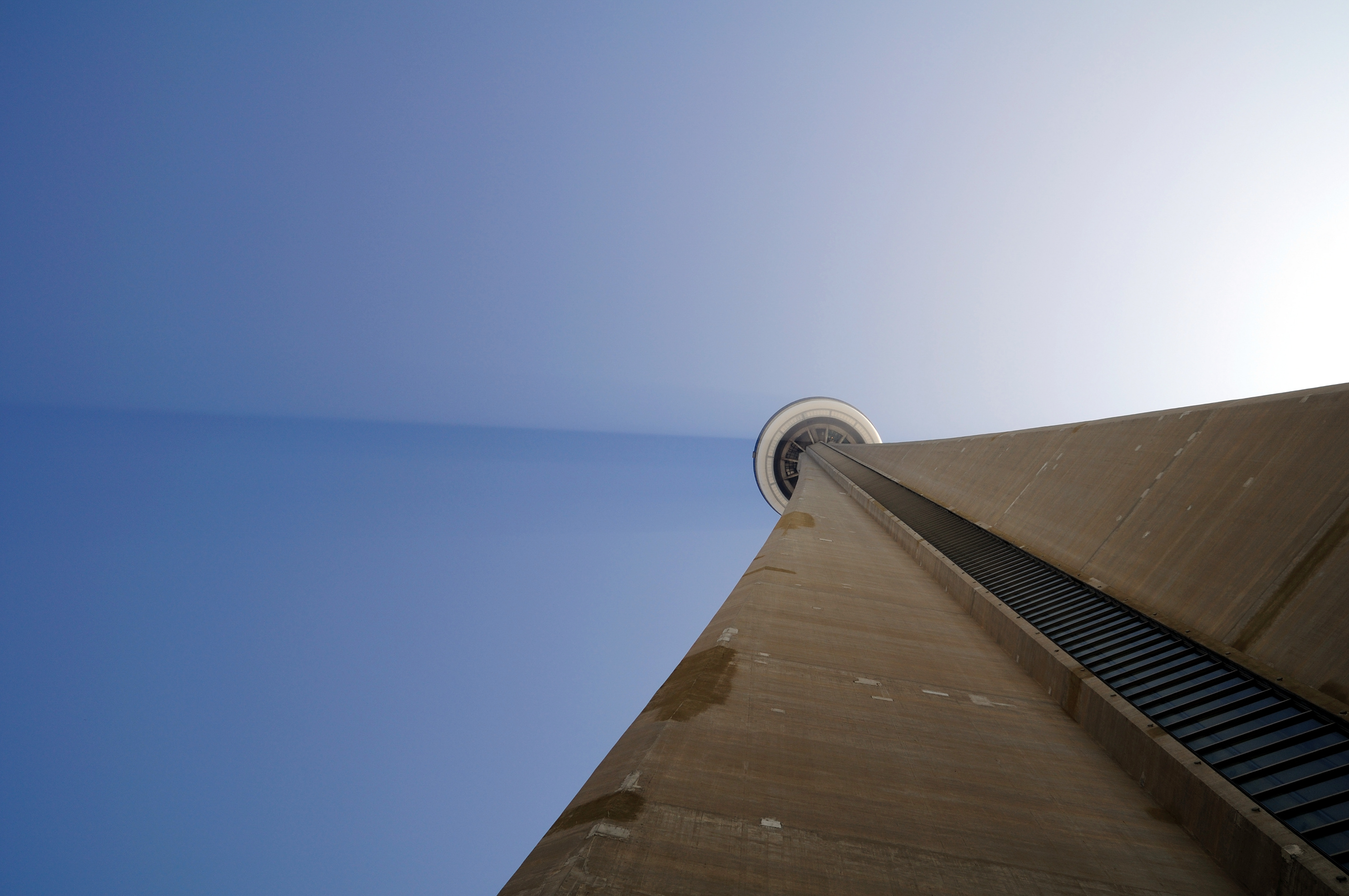
Betonschaft des CN Tower

Der Turmschaft ist der zylindrische oder prismatische Hauptbestandteil eines Turms zwischen Sockelgeschoss und dem Turmhelm oder einem auskragenden Turmkorb. Bei sehr hohen Türmen, besonders mittelalterlichen Kirch- oder sonstigen Türmen, ist das Mauerwerk besonders dick, um die erforderliche Stabilität zu gewährleisten.
Die meisten Türme bestehen aus Turmschaft und Dach, wobei das Verhältnis ihrer Proportionen sehr unterschiedlich ausfallen kann.
Ein Turmschaft findet sich auch bei anderen Arten von Türmen, wie zum Beispiel Leuchttürmen, oder modernen Funktürmen. Hier bildet der Turmschaft den schlanken aufstrebenden Hauptteil des Turmes, ohne die Aufbauten und den Turmkorb.

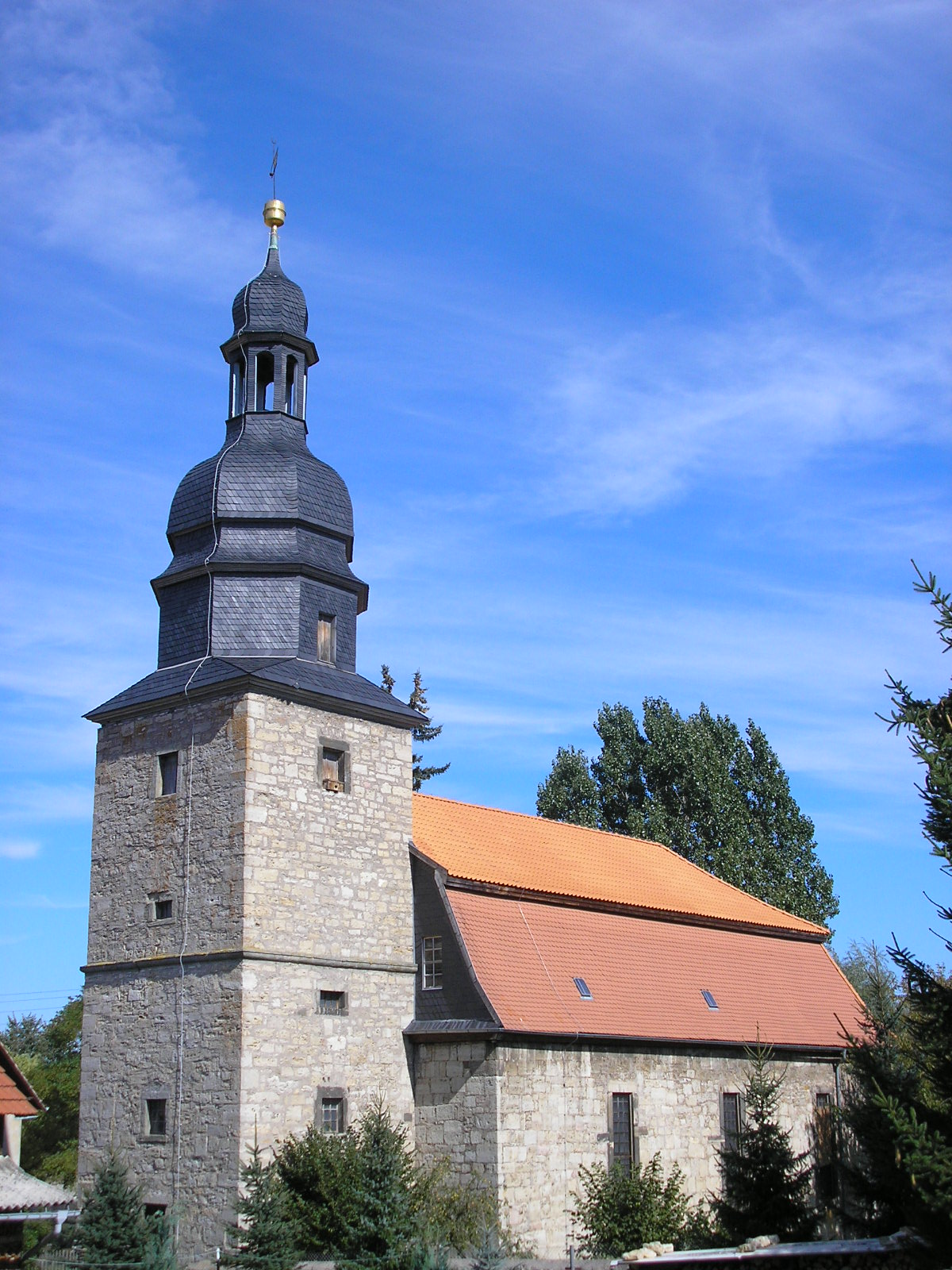
Klare Abgrenzung von Turmschaft und Turmhelm, Kirche in Ellichleben (Thüringen)
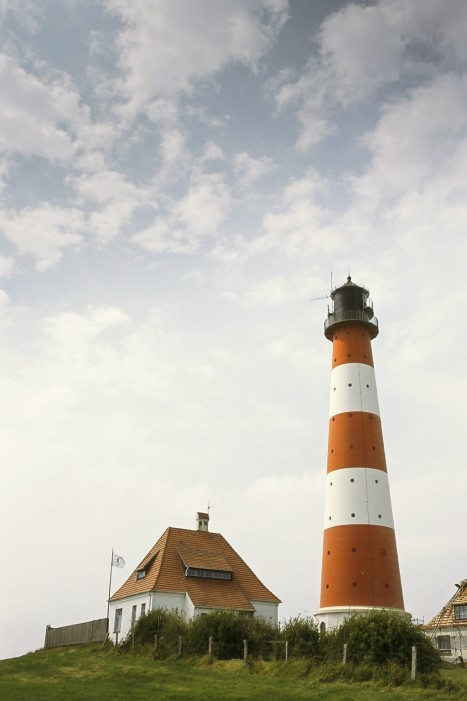
Leuchtturm Westerhever mit hohem Turmschaft und Aufbauten
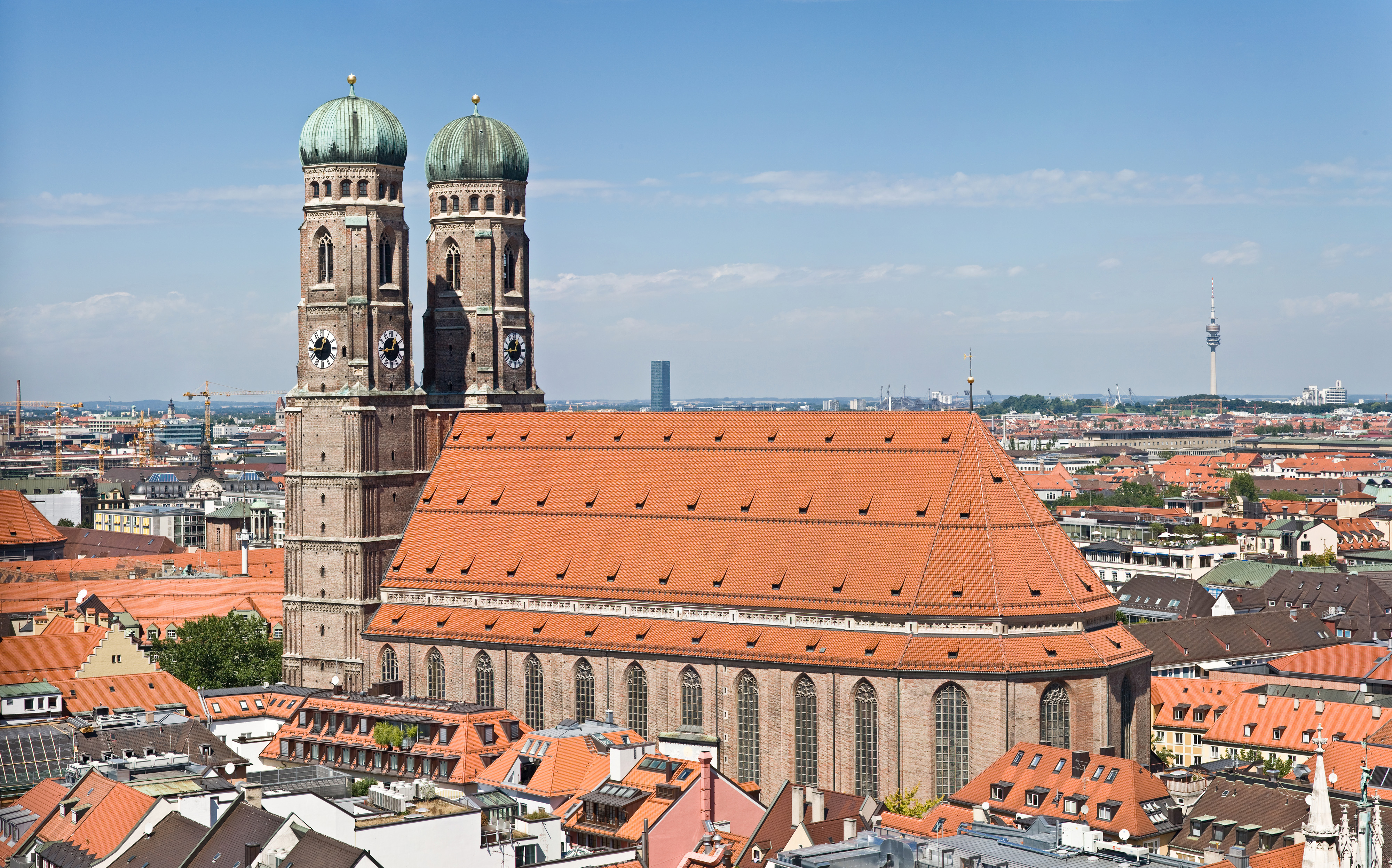
Hohe Turmschäfte mit kleinen Turmhelmen bei der Frauenkirche (München)
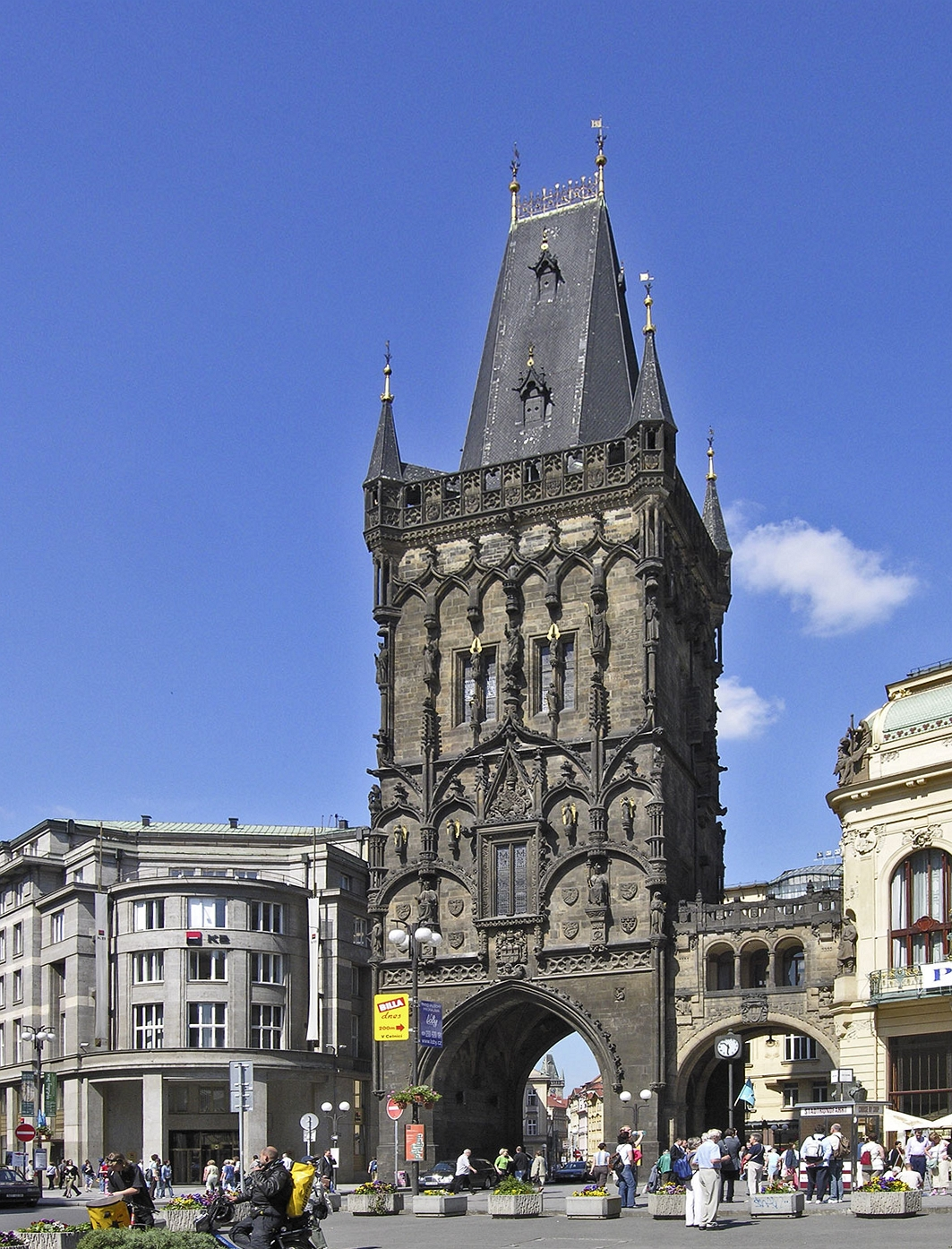
Turmschaft und Turmhelm am Pulverturm in Prag

Bei flacheren Gebäuden werden die Geschosse zwischen Sockel und Dach bisweilen auch fachsprachlich als Hausschaft oder Gebäudeschaft bezeichnet. Dessen Mantel sind die Fassaden.